# 長谷川真里
長谷川 真里（はせがわ まり）は、日本の心理学者。東北大学大学院教育学研究科教育学部教授。

## 略歴
お茶の水女子大学大学院人間文化研究科博士後期課程人間発達科学専攻修了。博士（人文科学）。発達心理学、教育心理学。発達心理学の視点から、人間の社会性や道徳性の発達、法教育の授業実践などを研究している。横浜市の不登校対策のアドバイザーとしても活動していた。
2003年4月お茶の水女子大学研究員（- 2007年3月）、2007年4月高千穂大学人間科学部准教授（ - 2008年3月）、2008年4月横浜市立大学准教授（- 2013年3月）、2013年4月横浜市立大学教授（ - 2020年3月）、2020年4月から東北大学大学院教育学研究科教授。

## 著書
- 『言論の自由に関する社会的判断の発達』（風間書房）ISBN 978-4-7599-1461-0
- 『子どもは善悪をどのように理解するのか?』（ちとせプレス）ISBN 978-4-908736-08-7

## インタビュー記事
- 子のやさしさは学力のベースに　寄り添い、考える習慣を 日本経済新聞